# Katedra Matki Bożej i św. Józefa w Armidale
Katedra Matki Bożej i św. Józefa w Armidale – kościół biskupi diecezji Armidale w Armidale, wybudowany w latach 1911–1912, konsekrowany 12 grudnia 1919 roku.

## Galeria

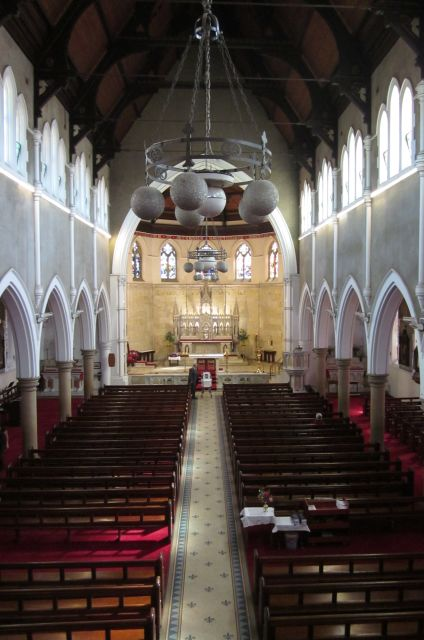
Wnętrze
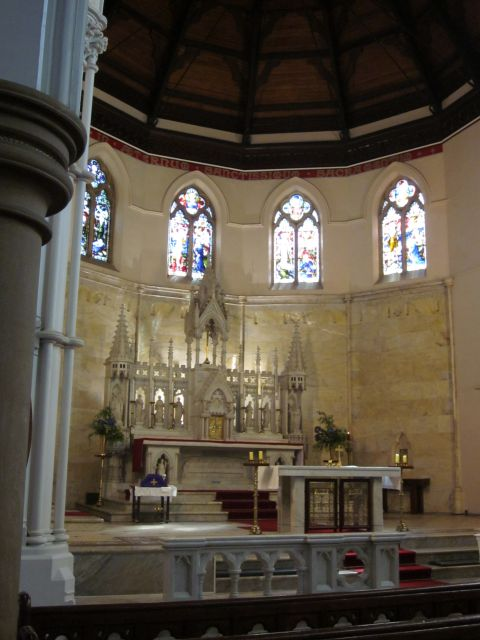
Prezbiterium
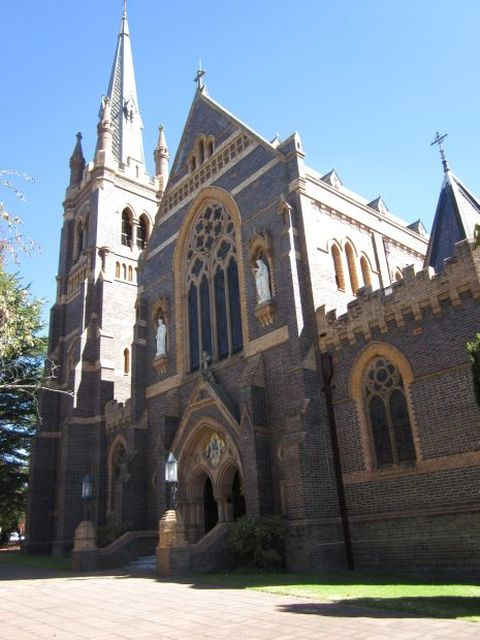
Wejście